# Mareno Michels
Mareno Michels (Dordrecht, 23 oktober 1984) is een Nederlands darter en woonachtig in Ridderkerk. Hij speelde bij de dartbond WDF en NDF.
De bijnaam van Mareno Michels is "The Miracle".
Mareno deed twee keer mee aan de Lakeside, namelijk in 2005 en 2010. Beide keren lag hij er de eerste ronde uit.
Mareno stapte in 2010 over naar de PDC. Bij die bond speelde Michels in december 2013 zijn eerste WK. In de eerste ronde trof hij voormalig wereldkampioen John Part. Hoewel Mareno Michels het de Canadese darter behoorlijk lastig maakte, moest hij in hem toch zijn meerdere erkennen. Michels verloor uiteindelijk met 3-2 in sets.

## Resultaten op Wereldkampioenschappen

### BDO
- 2006: Laatste 32 (verloren van  Paul Hogan met 0-3)
- 2010: Laatste 32 (verloren van John Henderson met 1-3)

### PDC
- 2014: Laatste 64 (verloren van John Part met 2-3)